# Marty Riessen
Marty Riessen (ur. 4 grudnia 1941 w Hinsdale) – amerykański tenisista, zdobywca Karierowego Wielkiego Szlema w grze mieszanej, reprezentant w Pucharze Davisa.

## Kariera tenisowa
W grze pojedynczej Riessen wygrał 9 zawodowych turniejów i 13 razy grał w finałach.
W grze podwójnej Amerykanin wygrał 2 turnieje wielkoszlemowe i przegrał 4 finały w zawodach tej rangi. Łącznie w tej konkurencji triumfował w 51 turniejach zawodowych i grał w 29 finałach.
W grze mieszanej tenisista skompletował Karierowy Wielki Szlem. Został mistrzem 7 imprez wielkoszlemowych i zagrał w 2 finałach.
Reprezentował Stany Zjednoczone w Pucharze Davisa w latach 1963, 1965, 1967, 1973, 1981. W singlu rozegrał 4 mecze, z których 3 wygrał, a w deblu na 6 gier 4 zakończył triumfem.
W komputerowym rankingu prowadzonym przez ATP najwyżej był w grze pojedynczej na 11. miejscu (4 września 1974), a w klasyfikacji gry podwójnej na 3. pozycji (3 marca 1980).

### Finały w turniejach wielkoszlemowych

#### Gra podwójna (2–4)
| Końcowy wynik | Nr | Data | Turniej                    | Nawierzchnia | Partner          | Przeciwnicy                | Wynik finału             |
| ------------- | -- | ---- | -------------------------- | ------------ | ---------------- | -------------------------- | ------------------------ |
| Finalista     | 1. | 1969 | Wimbledon, Londyn          | Trawiasta    | Tom Okker        | John Newcombe Tony Roche   | 5:7, 9:11, 3:6           |
| Finalista     | 2. | 1969 | Australian Open, Melbourne | Trawiasta    | Tom Okker        | John Newcombe Tony Roche   | 2:6, 6:7                 |
| Zwycięzca     | 1. | 1971 | French Open, Paryż         | Ceglana      | Arthur Ashe      | Tom Gorman Stan Smith      | 6:8, 4:6, 6:3, 6:4, 11:9 |
| Finalista     | 3. | 1975 | US Open, Forest Hills      | Ceglana      | Tom Okker        | Jimmy Connors Ilie Năstase | 4:6, 6:7                 |
| Zwycięzca     | 2. | 1976 | US Open, Forest Hills      | Ceglana      | Tom Okker        | Paul Kronk Cliff Letcher   | 6:4, 6:4                 |
| Finalista     | 4. | 1978 | US Open, Nowy Jork         | Twarda       | Sherwood Stewart | Bob Lutz Stan Smith        | 6:1, 5:7, 3:6            |

#### Gra mieszana (7–2)
| Końcowy wynik | Nr | Data | Turniej                    | Nawierzchnia | Partnerka            | Przeciwnicy                        | Wynik finału    |
| ------------- | -- | ---- | -------------------------- | ------------ | -------------------- | ---------------------------------- | --------------- |
| Zwycięzca     | 1. | 1969 | Australian Open, Melbourne | Trawiasta    | Margaret Smith Court | Ann Haydon-Jones Fred Stolle       | nie rozegrano   |
| Zwycięzca     | 2. | 1969 | French Open, Paryż         | Ceglana      | Margaret Smith Court | Françoise Durr Jean-Claude Barclay | 6:3, 6:2        |
| Zwycięzca     | 3. | 1969 | US Open, Forest Hills      | Trawiasta    | Margaret Smith Court | Françoise Durr Dennis Ralston      | 7:5, 6:3        |
| Zwycięzca     | 4. | 1970 | US Open, Forest Hills      | Trawiasta    | Margaret Smith Court | Judy Tegart-Dalton Frew McMillan   | 6:4, 6:4        |
| Finalista     | 1. | 1971 | Wimbledon, Londyn          | Trawiasta    | Margaret Smith Court | Billie Jean King Owen Davidson     | 6:2, 2:6, 13:15 |
| Zwycięzca     | 5. | 1972 | US Open, Forest Hills      | Trawiasta    | Margaret Smith Court | Rosie Casals Ilie Năstase          | 6:3, 7:5        |
| Finalista     | 2. | 1973 | US Open, Forest Hills      | Trawiasta    | Margaret Smith Court | Billie Jean King Owen Davidson     | 3:6, 6:3, 6:7   |
| Zwycięzca     | 6. | 1975 | Wimbledon, Londyn          | Trawiasta    | Margaret Smith Court | Betty Stöve Allan Stone            | 6:4, 7:5        |
| Zwycięzca     | 7. | 1980 | US Open, Nowy Jork         | Twarda       | Wendy Turnbull       | Betty Stöve Frew McMillan          | 7:6, 6:2        |